# Haskell (programspråk)

Haskells logotyp

Haskell är ett funktionellt programspråk. Utvecklingen av språket, som fick sitt namn efter den amerikanska logikern Haskell Curry, startades 1987 av en internationell kommitté. Femton år senare, år 2003, publicerade de sedan en stabil definition av språket. Haskell bygger till stor del, som många andra funktionella programspråk, på lambdauttryck och rekursion, men har också ett starkt typsystem och flera andra relativt ovanliga egenskaper som exempelvis lat evaluering. Språket är också konstruerat för att vara så kompakt och så likt matematik som möjligt, och lånar därför symboler ur både logiken och matematiken.
Det finns flera implementationer av Haskell, mest kända är tolken Hugs och kompilatorn Glasgow Haskell Compiler, båda två är fri programvara. Hugs är en läs-tolka-skriv-slinga liknande den som många Lisp-system har och används för att interaktivt köra och testa sina program och funktioner. Även GHC har en interaktiv tolk, GHCi, med ett gränssnitt liknande Hugs.

## Egenskaper
- Typsystemet har stark statisk typning med typinferens
- Haskell använder lat evaluering som standard
- Språket är rent, och  sidoeffekter kapslas in i  monader
- Haskell har högre ordningens funktioner (se nedan)
- Mönstermatchning och Guards

## Kodexempel

### Hello, World!
Skriver ut en rad med texten "Hello World".
```
main
 
::
 
IO
 
()

main
 
=
 
putStrLn
 
"Hello World"

```

### Fakultet
Beräknar fakulteten av det givna heltalet. Funktionen är odefinierad för negativa tal.
```
fac
 
::
 
Integral
 
a
 
=>
 
a
 
->
 
a

fac
 
0
 
=
 
1

fac
 
n
 
=
 
n
 
*
 
fac
 
(
n
-
1
)

```

### Högre ordningens funktioner
Standardfunktionen map tar två argument;  en funktion och en lista, och applicerar funktionen på varje element i listan. Notera även mönstermatchningen som görs på det andra argumentet i (x:xs).
```
map
 
::
 
(
a
 
->
 
b
)
 
->
 
[
a
]
 
->
 
[
b
]

map
 
_
 
[]
     
=
 
[]

map
 
f
 
(
x
:
xs
)
 
=
 
f
 
x
 
:
 
map
 
f
 
xs

```

### Monader
Utskrift till skärm och läsning av fil är exempel på operationer som har sidoeffekter. I Haskell stängs sådana operationer in i monader, och i detta fall IO-monaden. Notera dock att funktionen size inte är monadisk, utan har den enkla typen String -> Int
```
main
 
::
 
IO
 
()

main
 
=
 
do

    
putStrLn
 
"Rollin in the IO Monad"

    
f
 
<-
 
readFile
 
"text.txt"

    
putStrLn
 
"Filen text.txt är "
 
++
 
(
size
 
f
)
 
++
 
" rader lång"

  
where

    
size
 
::
 
String
 
->
 
Int

    
size
 
file
 
=
 
length
 
$
 
lines
 
file

```